# Civilización

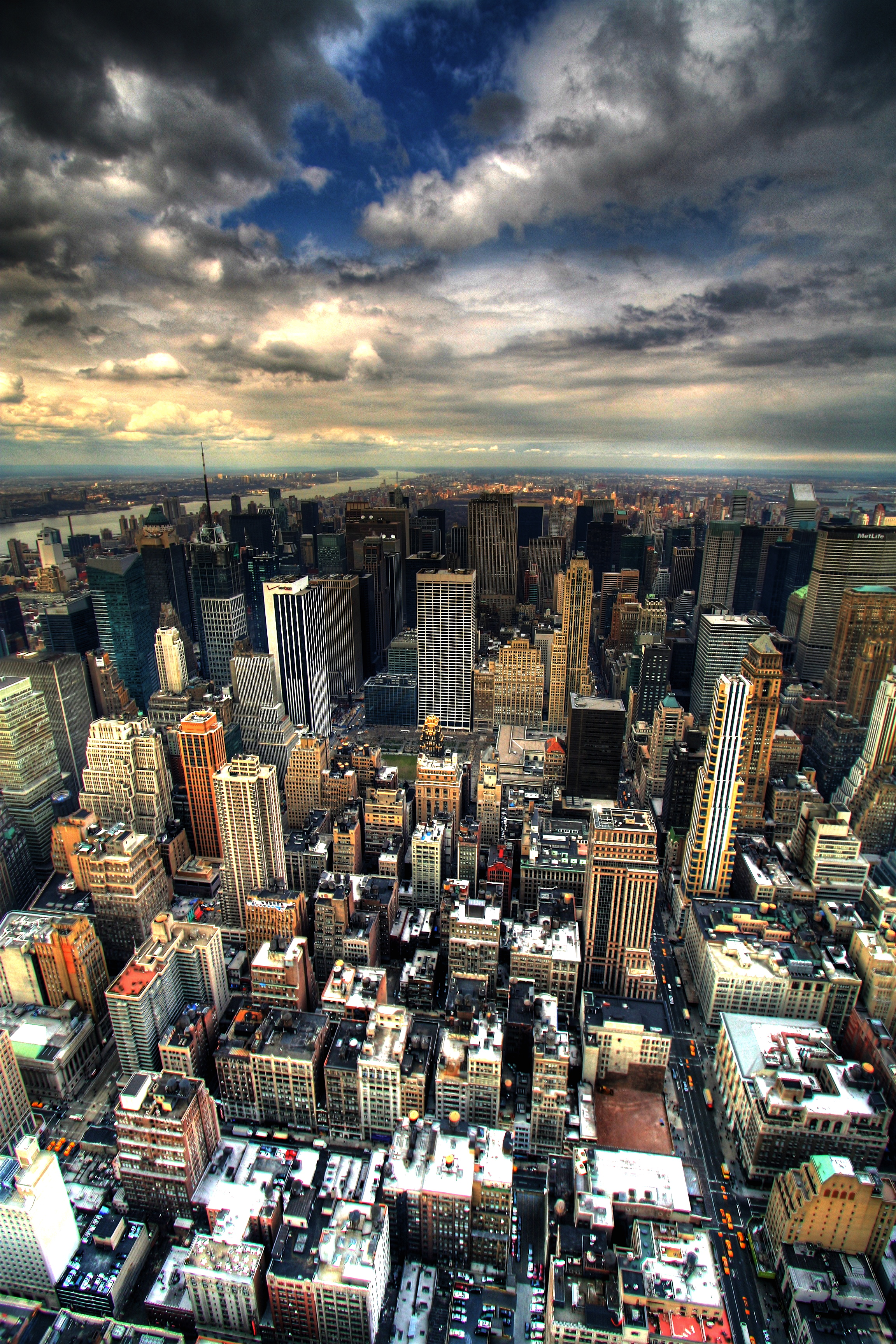
Vista sobre una ciudad, origen del concepto de ciudadano y con él de civilización.

Una civilización es una sociedad compleja, y por tanto sus rasgos definitorios son su forma de organización, sus instituciones y su estructura social, así como su tecnología disponible y la forma de explotación de los recursos disponibles.
Las civilizaciones se diferencian de las sociedades tribales basadas en el parentesco por el predominio del modo de vida urbano (la ciudad, que impone relaciones sociales más abiertas) y el sedentarismo (que implica el desarrollo de la agricultura y a partir de ella todo tipo de desarrollos tecnológicos y económicos con la división del trabajo, la comercialización de excedentes y, más tarde, la industrialización y la terciarización). Con pocas excepciones, las civilizaciones son históricas, es decir, utilizan la escritura para el registro de su legislación y su religión (aparecidas con el poder político —reyes, estados— y religioso —templos, clero—) y para la perpetuación de la memoria de su pasado (incluyendo la aparición de los conceptos de tiempo histórico y calendario). Sin embargo, la escritura no es el único sistema utilizado para preservar el pasado. Las sociedades incas de los Andes usaban los quipus como instrumento de almacenamiento de su información.
Si se utiliza en un sentido amplio, civilización pasa a ser sinónimo de cultura (englobando las visiones del mundo o ideologías, las creencias, los valores, las costumbres, las leyes e instituciones), que se suele aplicar con carácter más general.
Recientemente surge un nuevo concepto de civilización: «la civilización empieza a aparecer cuando se establece un sistema de vida factible; es decir, una relación apropiada entre el hombre y la naturaleza, de acuerdo con las características de una región determinada». De acuerdo a este nuevo enfoque, el desarrollo industrial solo desarrolla a una civilización si éste contribuye al bienestar de la sociedad y del medio ambiente. A partir de esta definición, vemos una profunda relación entre civilización y sustentabilidad. Yendo más lejos, se puede decir que el progreso no siempre es acumulativo, sino que es no lineal; el paso del tiempo en una sociedad puede afectar tanto al bienestar de sus miembros como al bienestar de la naturaleza.
Etimológicamente, la palabra «civilización» deriva indirectamente del latín civitas (ciudad) que entronca con civitio o sentimiento comunitario y de civis (ciudadano) a través de civil y civilizar.

## Historia del concepto
La palabra española civilización, así como la inglesa civilization, proceden del término francés surgido a principios de la Edad Moderna (siglo XVI) civilisé ("civilizado"), a su vez derivado del latín civilis ("civil"), relacionado con civis ("ciudadano") y civitas ("ciudad").
El tratado fundamental es El proceso de la civilización de Norbert Elias (1939), que traza las costumbres sociales desde la medieval hasta el 'período moderno temprano'. En La filosofía de la civilización (1923), Albert Schweitzer esboza dos opiniones: una puramente materialista y otra materialista y ética. Dice que la crisis mundial proviene de la pérdida por parte de la humanidad de la idea ética de civilización, "la suma total de todos los progresos realizados por el hombre en todas las esferas de acción y desde todos los puntos de vista, en la medida en que los progresos contribuyen al perfeccionamiento espiritual de los individuos como el progreso de todos los progresos".
Palabras relacionadas como "civismo" se desarrollaron a mediados del siglo XVI. El sustantivo abstracto "civilización", que significa "condición civilizada", surgió en la década de 1760, también del francés. El primer uso conocido en francés es en 1757, por Victor de Riqueti, marqués de Mirabeau, y el primer uso en inglés se atribuye a Adam Ferguson, quien en su Ensayo sobre la historia de la sociedad civil de 1767 escribió, "No sólo el individuo avanza de la infancia a la virilidad, sino la propia especie de la rudeza a la civilización". La palabra se oponía, pues, a la barbarie o a la grosería, en la búsqueda activa del progreso característico del Siglo de las Luces.
A finales de 1700 y principios de 1800, durante la Revolución Francesa, "civilización" se utilizaba en el singular, nunca en plural, y significaba el progreso de la humanidad en su conjunto. Éste sigue siendo el caso en francés. El uso de "civilizaciones" como un sustantivo contable fue de uso ocasional en el siglo XIX, pero se ha hecho mucho más común a finales del siglo XX, a veces sólo con el significado de cultura (a su vez, en origen, un sustantivo incontable, convertido en contable en el contexto de la etnografía). Sólo en este sentido generalizado se puede hablar de una "civilización medieval", que en el sentido de Elías habría sido un oxímoron.

## Civilización en singular o civilizaciones en plural
Civilización, un concepto fundacional de las ciencias sociales, tiene un uso conceptualmente distinto, incluso opuesto, cuando se emplea intencionalmente en singular, refiriéndose al grado superior de desarrollo de la sociedad humana, con lo que se indica que existe una única civilización; o cuando se hace en plural, para indicar la pluralidad de las civilizaciones a través del tiempo, el espacio geográfico y los distintos rasgos culturales (lenguas, religiones, e incluso los polémicos conceptos de etnias o razas humanas), con lo que se indica que han existido y existen muchas: civilización micénica, civilización andina, civilización grecorromana —o civilización griega y civilización romana—, civilización china, civilización islámica, civilización cristiana, civilización occidental, etc., incluso las identificadas con las naciones europeas que han tenido un mayor peso en la formación histórica de imperios o han ido extendiendo su lengua o su cultura (civilización portuguesa, civilización española, civilización francesa, civilización británica, civilización rusa, civilización alemana, civilización italiana).

### Civilización como estado de la evolución cultural
La descripción tradicional de la evolución cultural de la humanidad incluía su paso por tres estadios: salvajismo, barbarie y civilización. Esta perspectiva implicaba la idea de progreso, por más que entre sus establecedores estuviera Rousseau, que no veía mejora, sino degradación, en el paso del estado de naturaleza del buen salvaje al estado de civilización, en que el hombre está pervertido y corrompido por la sociedad. El pesimismo rousseauniano fue superado por los intelectuales posteriores, claramente optimistas (positivismo de Auguste Comte).
El predominio europeo desde la era de los descubrimientos (siglo XV), pero sobre todo desde la Revolución industrial (siglo XVIII) y el reparto colonial de África (siglo XIX), en la fase del capitalismo que se conoce como Imperialismo (definición de Lenin), parecía hacer evidente para los contemporáneos la supremacía de todas sus particulares formas de organización: fueran económicas, sociales, políticas, incluso sus creencias y su raza (misionerismo y racismo). Desde ese punto de vista, el concepto ilustrado de civilización universal pasó a imponerse como un modelo a que todas las partes del mundo debían amoldarse, de grado o por la fuerza, por su propio bien; y las potencias imperialistas occidentales debían afrontar, no por ser su interés, sino por ser su sagrada misión, esa carga del hombre blanco (Rudyard Kipling).

### Relativismo cultural
El surgimiento de dudas en el esquema es paralelo a su propia formulación, y pueden ubicarse desde la Junta de Burgos y la Junta de Valladolid, en que se realizó el debate de los justos títulos en el que Bartolomé de las Casas tomó partido por los conquistados en vez de por sus compañeros de conquista (aunque desde luego pensaba en su religión como única verdadera). El relativismo cultural que se hace científico con la antropología moderna (Franz Boas) va a ampliarse al concepto de civilización, que empieza a usarse en plural, y en pie de igualdad relativa, para definir a cada una de las organizaciones humanas, vinculadas a una forma de entender la vida, más allá incluso del concepto de Religión o de Cultura.

Tanto el Oxford Dictionary como el DRAE coinciden en que civilizar es sacar a algo o alguien de un estado bárbaro o salvaje, instruyéndole en las artes de la vida -añade el libro inglés- de modo que pueda progresar en la escala humana. O sea que, aunque una civilización sea el conjunto de creencias y valores que conforman una comunidad, a la civilización en sí podemos definirla como el progreso a secas. Las civilizaciones, en cambio, constituyen un concepto más ambiguo e impuro: hacen referencia no sólo a los valores culturales, éticos o de cualquier otro tipo que sustentan la sociedad, sino también a sistemas o mecanismos de organización de la misma. Tienen, por eso, que ver con la cultura y la educación, pero también, y en gran medida, con el poder. En la historia de las culturas desempeña, a no dudar, un papel relevante la de las religiones, y de ahí se deriva el frecuente abuso intelectual que tiende a confundir éstas con las civilizaciones propiamente dichas. Sería absurdo negar que la religión, y su práctica, han tenido enorme influencia en el devenir de los humanos.

Entendido de este modo, en plural, cada civilización es una entidad cultural que aglutina un sentido más o menos consciente de unidad, y que agrupa en su seno a varias naciones y pueblos distintos.
Determinadas sociedades, por sus especiales logros culturales y por la capacidad de estos de imponerse como comunes a un espacio más o menos amplio, son consideradas por los historiadores como civilizaciones independientes. Un ejemplo claro lo daría la anfictionía que unificaba a todas las polis griegas en torno a determinados lugares de culto (el oráculo de Delfos), festividades (las Olimpiadas) o textos (las obras de Homero) y que las oponía a lo que consideraban bárbaro (extranjero, que habla con sonidos ininteligibles: bar-bar) y no helénico, como los persas.

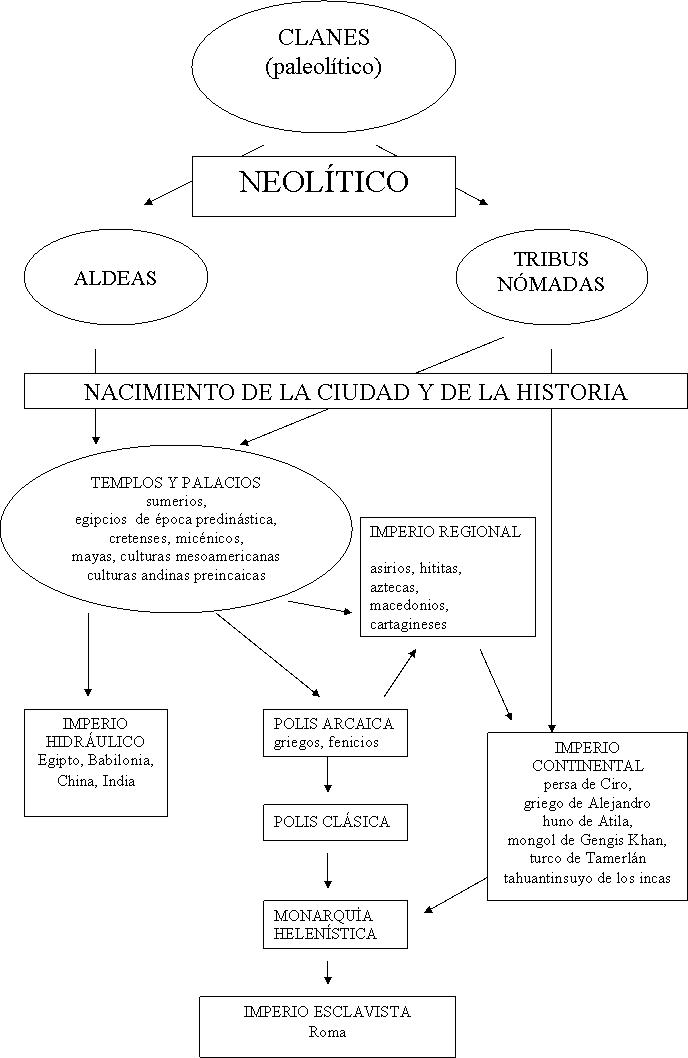
Evolución de las civilizaciones antiguas. Se aprecia que distintas civilizaciones históricas (dentro de una misma figura) comparten el mismo grado de desarrollo político, social y cultural.

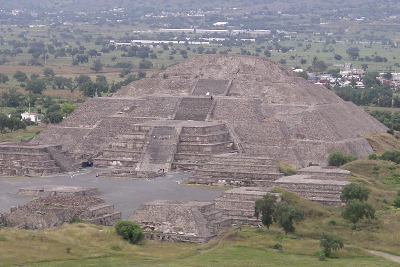
Pirámide en Teotihuacan. Las construcciones de este tamaño requieren la organización social que encontramos en las civilizaciones. El impacto que el descubrimiento de este tipo de construcciones junto a las complejas sociedades que se les asociaban, tuvo en los conquistadores españoles y en los teóricos que reflexionaron sobre los justos títulos de dominio sobre ellas; está en el origen de las distintas consideraciones y descripciones de los indígenas americanos (de buen salvaje a caníbal despiadado), del debate intelectual que fundó el derecho de gentes y de la reflexión europea sobre el concepto mismo de civilización. También en la Grecia clásica, el contacto con otros pueblos de diferentes lenguas y culturas había sido el desencadenante que estimuló el surgimiento de la reflexión crítica indispensable para el nacimiento de la filosofía y la historia (Tales de Mileto, Heródoto).
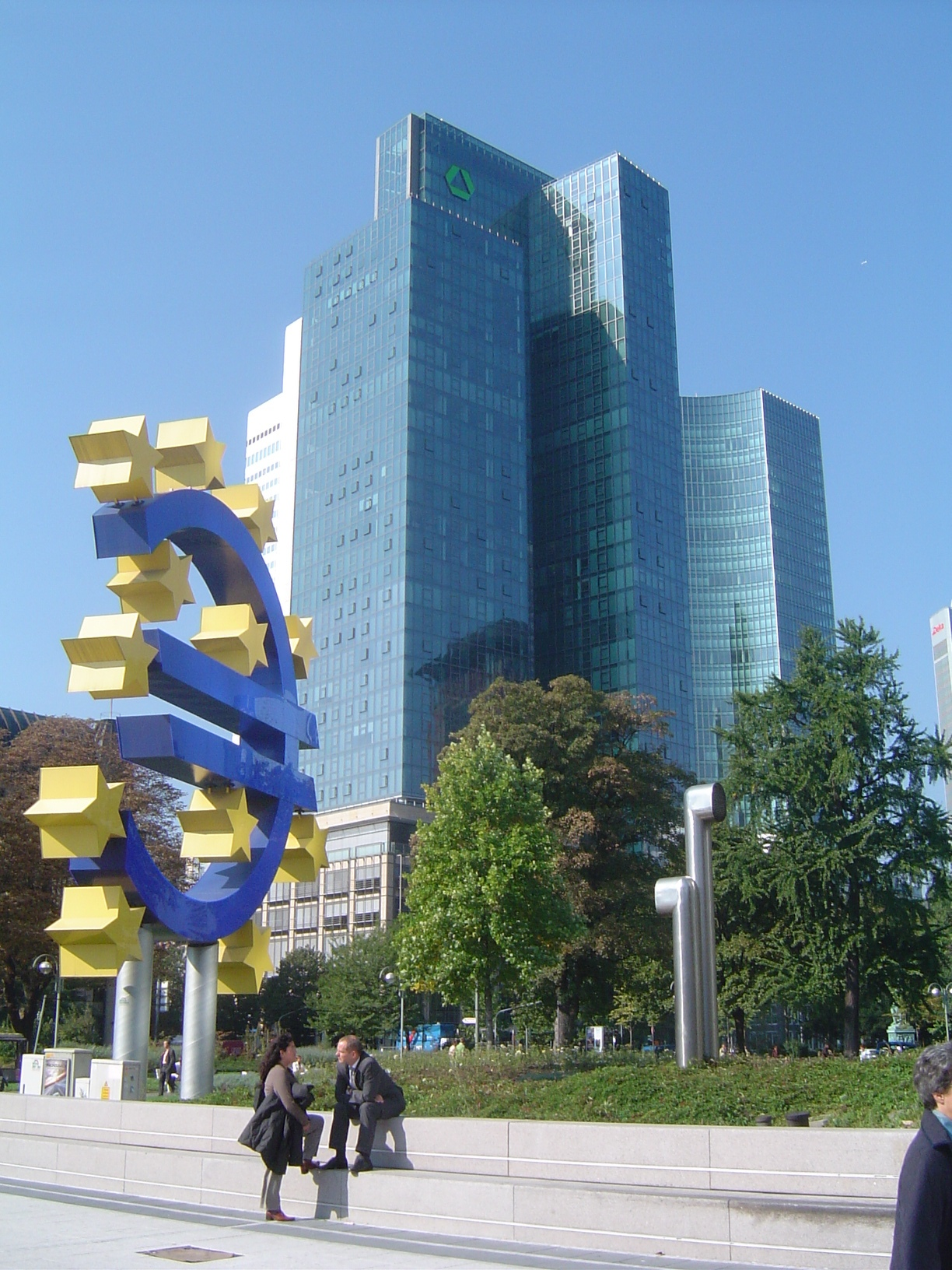
Fráncfort, centro financiero de la Unión Europea (un exitoso ejemplo de integración supranacional en el continente más devastado por las guerras hasta la primera mitad del siglo XX), ejemplifica la moderna sociedad postindustrial o de la información, fruto de la evolución tecnológica en su última fase (aplicación masiva de la informática y las telecomunicaciones).

### Civilizaciones en perspectiva histórica

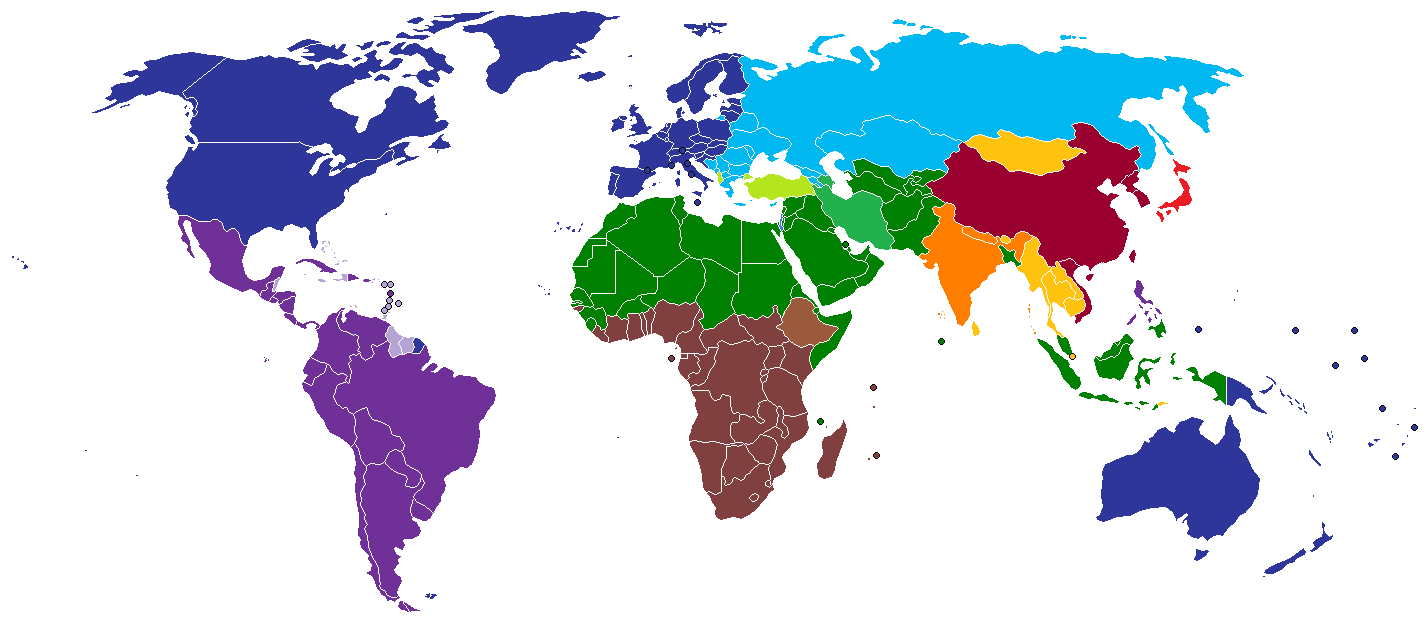
El choque entre grupos rivales según Huntington (1996), tal como se presenta en el libro. Occidente (azul), América Latina (violeta), Japón (rojo), mundo chino (granate), mundo indio (naranja), Mundo islámico (verde), países ortodoxos (celeste), África negra (marrón), países budistas (amarillo). Otros colores pueden indicar líneas de falla donde el choque de civilizaciones puede ocurrir. Transilvania (en Rumanía), el oeste de Ucrania, el norte de Serbia y otros están en el "mundo occidental" de acuerdo con el libro. El autor considera que en lugar de pertenecer a las civilizaciones "mayores" Etiopía y Haití (en marrón claro) son países "solitarios", y que Israel (turquesa) puede ser considerado un único Estado con su propia civilización, muy similar a Occidente. El Caribe angloparlante (violeta claro), antiguas colonias británicas, constituyen una entidad diferenciada.

La perspectiva histórica utilizada para clasificar a una civilización (más que a un país) como una unidad, es de origen relativamente reciente. A partir de la Edad Media, la mayor parte de los historiadores adoptaron un punto de vista religioso o nacional. El punto de vista religioso prevaleció hasta el siglo XVIII entre los historiadores europeos, que consideraban la revelación cristiana como el suceso histórico más importante, tomándolo como referencia para su clasificación. Los primeros historiadores europeos no estudiaron otras culturas más que como curiosidades o como áreas potenciales de actividad misionera.
El punto de vista nacional, a diferencia del religioso, se desarrolló a principios del siglo XVI a partir de la filosofía política del estadista e historiador italiano Nicolás Maquiavelo, quien sostenía que el objeto adecuado de estudio histórico era el Estado. El español Francisco de Vitoria, fundador del Derecho internacional, abordó el tema de los derechos de la Corona de España en la conquista de América. Sin embargo, los múltiples historiadores que más tarde realizaron la crónica de los estados nacionales de Europa y América sólo estudiaron las sociedades al margen de la cultura europea, para describir su sumisión a las potencias europeas, a su entender más progresistas. Caso aparte es el de los misioneros y teólogos españoles que profundizaron en el conocimiento y análisis de las civilizaciones recién descubiertas, a veces de difícil caracterización.
Arnold J. Toynbee tipificó 23 civilizaciones universales. MacNeill analizó nueve y Melko señaló que existe razonable acuerdo sobre al menos doce grandes civilizaciones de las cuales siete ya no existen (mesopotámica, egipcia, cretense, clásica bizantina, mesoamericana y andina). Para Philip Bagby, las civilizaciones mejor definidas y más aceptadas como tales son la egipcia, la babilónica, la china, la india, la greco-romana, la andina, la centroamericana y la cristiano-occidental. En su obra Choque de civilizaciones, Samuel Huntington, basándose en Toynbee propone un número más amplio de civilizaciones existentes en la actualidad: la occidental (entre la que distingue como subcivilizaciones la latinoamericana y la ortodoxa del Europa oriental), la musulmana, la judía, la hindú, la sínica, la japonesa, la africana subsahariana y la budista.
| Civilización | Estados |
| Sumeria | Sumeria |
| Caldea-Semita | Babilonia, Asiria, Fenicia, Reino de Israel. |
| Egipcia | Antiguo Egipto |
| Valle del Indo | Harappa |
| Egea (Cicládica- Minoica- Micénica) y Helénica                                                                                               | Thera, Creta; Micenas, Tirinto; polis griegas, Imperio de Alejandro Magno y reinos helenísticos (Egipto ptolemaico, Pérgamo, Siria, Macedonia, etc.)                                                  |
| Carpato-danubiana | Dacia, Tracia |
| Hitita | Hititas |
| China | Imperio chino, sometido durante milenios a un repetido ciclo dinástico (que terminó con la Dinastía Ming y la Dinastía Qing), y desde el siglo XX, la República de China y la República Popular China |
| Hindú | Imperio mauria, Gupta |
| Austronesia | Champa |
| Celta | Europa danubiana, méditerranea, Anatolia, islas británicas |
| Persa | Imperio persa (aqueménida, parto, sasánida, seléucida) |
| Romana | Roma Antigua, Imperio romano |
| Camboyana | Imperio jemer |
| Árabe-islámica | Islam, Califato Omeya, Califato Abbasí, Al-Ándalus, Imperio otomano. En la actualidad Mundo árabe, Turquía, Irán, Pakistán, Indonesia, Asia Central...                                                |
| | |
| Japonesa | Historia de Japón, Shogunato Tokugawa y Era Meiji (converge con la Occidental) |
| Africanas | Imperio Kanem-Bornu, Benín, Ashanti, Zulú |
| Polinesia | lápita, Maoríes, Isla de Pascua |
| Mongol | Imperio mongol |
| Cristiana medieval (Edad Media), en formación desde la Antigüedad tardía por fusión de elementos greco-romanos, germánicos y judeocristianos | Imperio bizantino, pueblos germánicos, Imperio carolingio, Papado, monarquías feudales, monarquías autoritarias                                                                                       |
| Magiar (difícilmente separable de la cristiana medieval, con la que confluye)                                                                | Magiares |
| Vikinga (difícilmente separable de la cristiana medieval, con la que confluye)                                                               | Vikingo |
| Eslava (difícilmente separable de la cristiana medieval, con la que confluye)                                                                | Pueblos eslavos, Imperio búlgaro, Reino de Polonia, República de las Dos Naciones, Historia de Serbia, Historia de Rusia, Imperio ruso, URSS, Federación de Rusia                                     |
| Occidental (Edad Moderna) | Imperio portugués, Imperio español, Imperio francés, Imperio británico, monarquía absoluta |
| Occidental (Edad Contemporánea) | Revolución francesa, Unificación alemana, Unificación italiana |
| Occidental (desde mediados del siglo XX) | Estados Unidos, bloque capitalista, Unión Soviética, bloque soviético, Unión Europea, descolonización, países subdesarrollados, tercer mundo, países emergentes                                       |
| Globalización (desde 1989) | G-8, G-20, Estados Unidos, Unión Europea, Japón, BRICS (Brasil, Rusia, India, China, Sudáfrica) |